# Tylosis maculatus
Tylosis maculatus là một loài bọ cánh cứng trong họ Cerambycidae.

## Hình ảnh

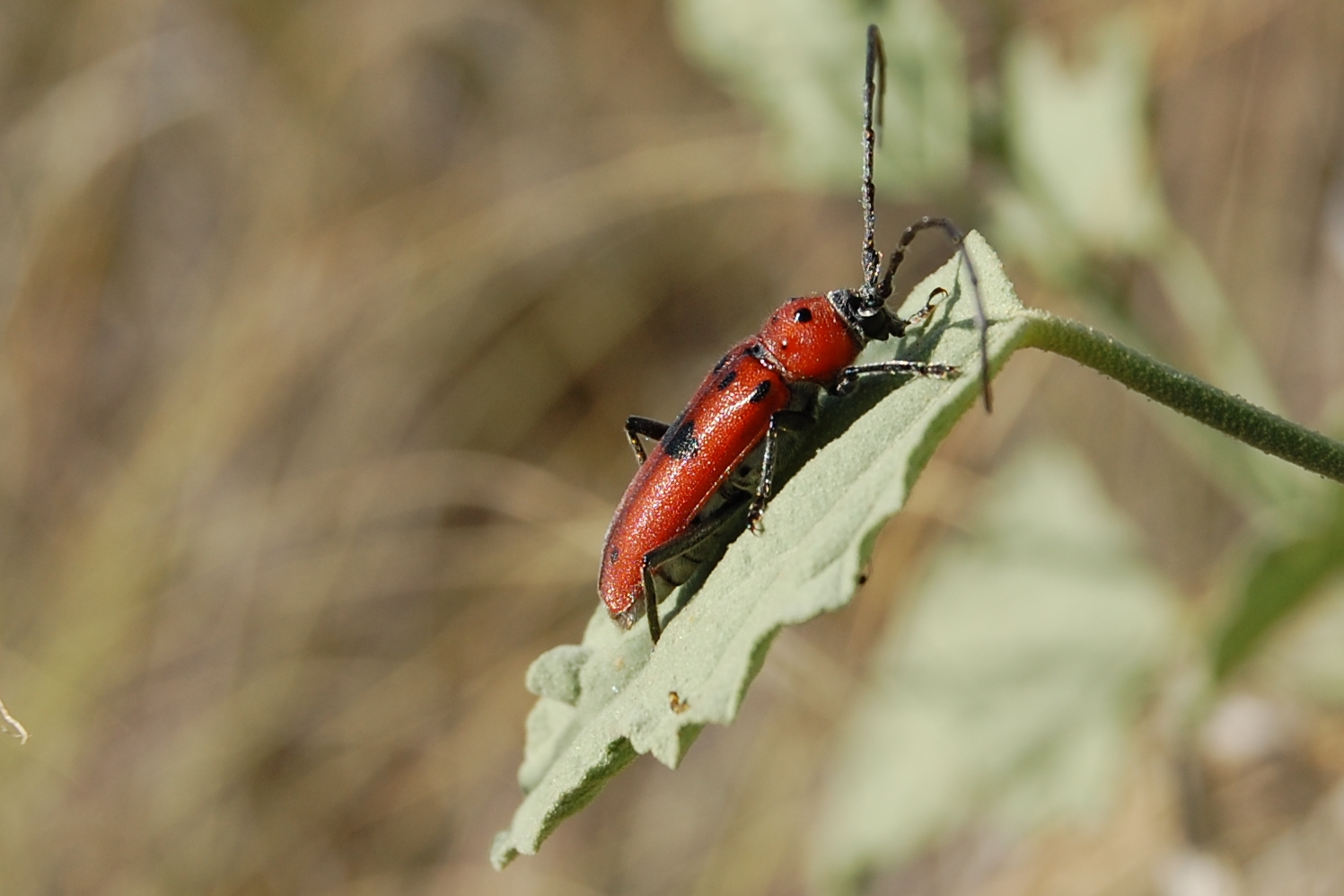
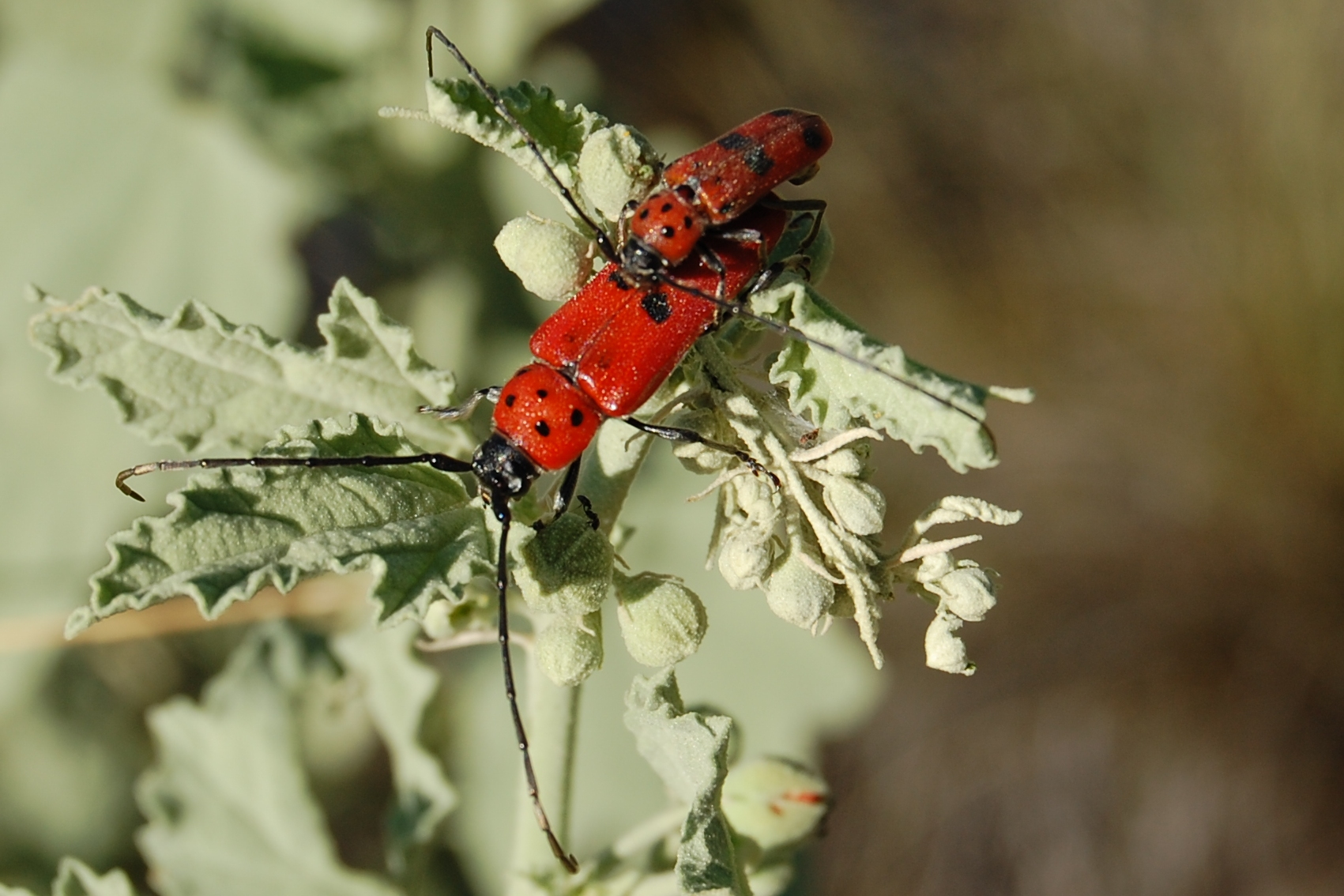